# رودخانه‌دد
رودخانه‌دد (نام علمی: Potamotherium miocenicum) نام یک گونه از تیره راسویان است.